# Franz-Peter Tebartz-van Elst
Franz-Peter Tebartz-van Elst (ur. 20 listopada 1959 w Kevelaer) – niemiecki duchowny katolicki, biskup Limburga w latach 2008–2014. Obecnie delegat ds. Katechezy Papieskiej Rady ds. Nowej Ewangelizacji.

## Życiorys
Urodził się w rodzinie chłopskiej jako drugie z pięciorga dzieci. Święcenia kapłańskie otrzymał 26 maja 1985.
Studiował filozofię i teologię katolicką na Westfalskim Uniwersytecie Wilhelma w Münsterze i Uniwersytecie Alberta Ludwika we Fryburgu.
Kontynuował studia w latach 1988–1990 na Uniwersytecie Notre Dame w stanie Indiana, USA, uzyskując tytuł doktora teologii. W roku 2002 został powołany przez Uniwersytet w Pasawie na stanowisko profesora teologii pastoralnej i wiedzy o liturgii. Sprawował tę funkcję do roku 2003.

### Episkopat
14 listopada 2003 został mianowany biskupem pomocniczym diecezji Münster, ze stolicą tytularną Girus Tarasii. Sakry biskupiej udzielił mu bp Reinhard Lettmann.
28 listopada 2007 Benedykt XVI mianował go biskupem diecezji Limburg. Ingres odbył się 20 stycznia 2008.
26 marca 2014 w związku z oskarżeniami o nadużycia finansowe, papież Franciszek przyjął jego rezygnację z kierowania diecezją limburską.